# Scott Weinger
Scott Weinger (født 5. oktober 1975 i New York, USA) er en amerikansk skuespiller og tegnefilmsdubber. Han er bedst kendt som stemmen bag Aladdin i Disneys Aladdin, samt også i den animerede tv-serie, Aladdin, og i Kingdom Hearts-spillene.